# Distrito electoral de Stanton (condado de Colfax, Nebraska)
Stanton (en inglés: Stanton Precinct) es un distrito electoral ubicado en el condado de Colfax en el estado estadounidense de Nebraska. En el Censo de 2010 tenía una población de 612 habitantes y una densidad poblacional de 6,55 personas por km².

## Geografía
Stanton se encuentra ubicado en las coordenadas 41°42′6″N 97°11′30″O / 41.70167, -97.19167. Según la Oficina del Censo de los Estados Unidos, Stanton tiene una superficie total de 93.49 km², de la cual 93.28 km² corresponden a tierra firme y (0.23%) 0.21 km² es agua.

## Demografía
Según el censo de 2010, había 612 personas residiendo en Stanton. La densidad de población era de 6,55 hab./km². De los 612 habitantes, Stanton estaba compuesto por el 96.73% blancos, el 0% eran afroamericanos, el 0.16% eran amerindios, el 0% eran asiáticos, el 0% eran isleños del Pacífico, el 2.94% eran de otras razas y el 0.16% pertenecían a dos o más razas. Del total de la población el 3.27% eran hispanos o latinos de cualquier raza.